# Gonzalo Barriga
Gonzalo Felipe Barriga Ahumada (* 21. Juni 1984 in Santiago) ist ein ehemaliger chilenischer Fußballspieler. Der Mittelfeldspieler bestritt ein Länderspiel für die chilenische Fußballnationalmannschaft und gewann auf Vereinsebene eine Meisterschaft.

## Karriere

### Verein
Gonzalo Barriga begann seine Profikarriere erst im Alter von 25 Jahren, als er von Jorrit Smink, dem Trainer von Deportes Melipilla, entdeckt wurde. Zu diesem Zeitpunkt hatte er bereits sein Studium des Ingenieurswesen an der Duoc UC abgeschlossen, was zu seinem Spitznamen Ingeniero führte. Nach einem Jahr bei Melipilla wechselte er zu Unión La Calera, wo er wieder unter Emiliano Astorga spielte, und 2011 zu Unión Española. Gemeinsam mit Teamkollege Braulio Leal wechselte Barriga 2013 zum CD O’Higgins. Mit dem Verein aus Rancagua gewann der Mittelfeldspieler die Apertura der Saison 2013/14, die erste Meisterschaft in der Klubgeschichte für O’Higgins. In der Saison 2014/15 spielte er auf Leihbasis erneut unter Trainer Emiliano Astorga bei den Santiago Wanderers. Seine Karriere ließ er bei Deportes Antofagasta und seinem zweiten Mal bei Unión La Calera ausklingen.

### Nationalmannschaft
Im Januar 2014 debütierte Barriga beim Freundschaftsspiel gegen Costa Rica, es blieb sein einziges Länderspiel.

## Erfolge
O’Higgins
- Chilenischer Meister: 2013/14-A
- Chilenischer Supercup-Sieger: 2014